# Ferrata Tridentina
La ferrata Tridentina (in ted. Pisciadù-Klettersteig) è una via ferrata dolomitica, che si trova nel Gruppo del Sella, poco sotto il passo Gardena, sul versante della Val Badia. Soprattutto nel periodo estivo è molto affollata.

## Generalità

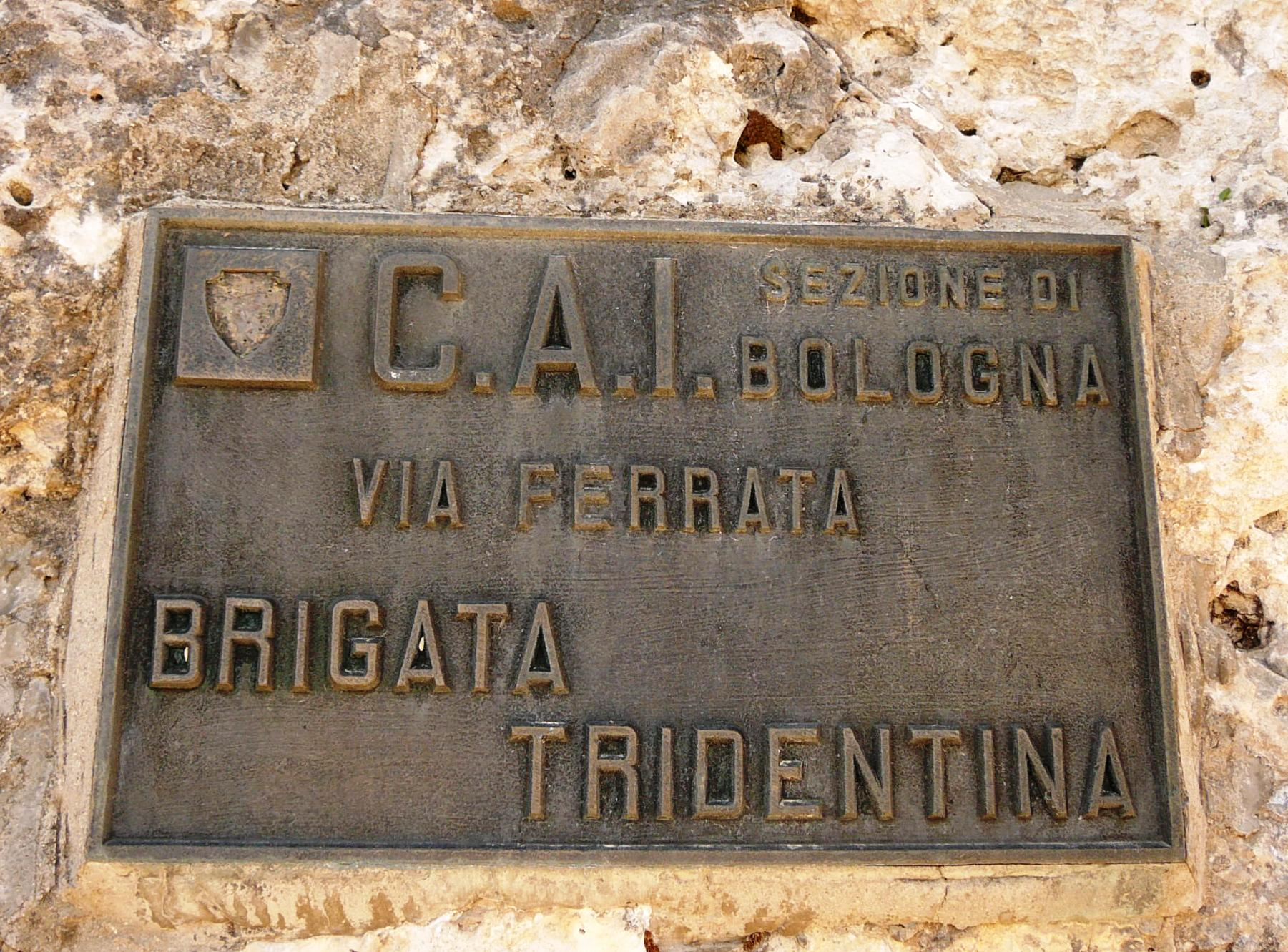
Insegna della via ferrata Tridentina

Molti sono i fattori che la rendono una delle più popolari ferrate delle Dolomiti. Primo fra tutti la bellezza delle pareti del Gruppo del Sella, con la cascata del Pisciadù che scroscia accanto al percorso della ferrata. Poi il panorama che si gode durante tutta l'ascesa, con l'abitato di Colfosco che si allontana sempre più sotto i propri piedi. 
Inoltre si ha la comodità della via del ritorno, con due opzioni di discesa: attraverso il sentiero 666 discendendo la Val Setus, in parte attrezzato e abbastanza ripido (attenzione in caso di pioggia), ma che conduce direttamente al parcheggio di partenza; o attraverso il sentiero 676 anche questo in parte attrezzato, ma meno ripido e difficoltoso che si congiunge con la Val di Mesdì e conduce all'abitato di Colfosco. Ma il fattore più determinante è sicuramente il ponte sospeso sopra una profonda spaccatura rocciosa che porta dalla Torre Exner (2.496 m) all'altopiano del Pisciadù, dove si scorge il Masores de Pisciadù e il massiccio roccioso del Gruppo del Sella.

## Principali caratteristiche

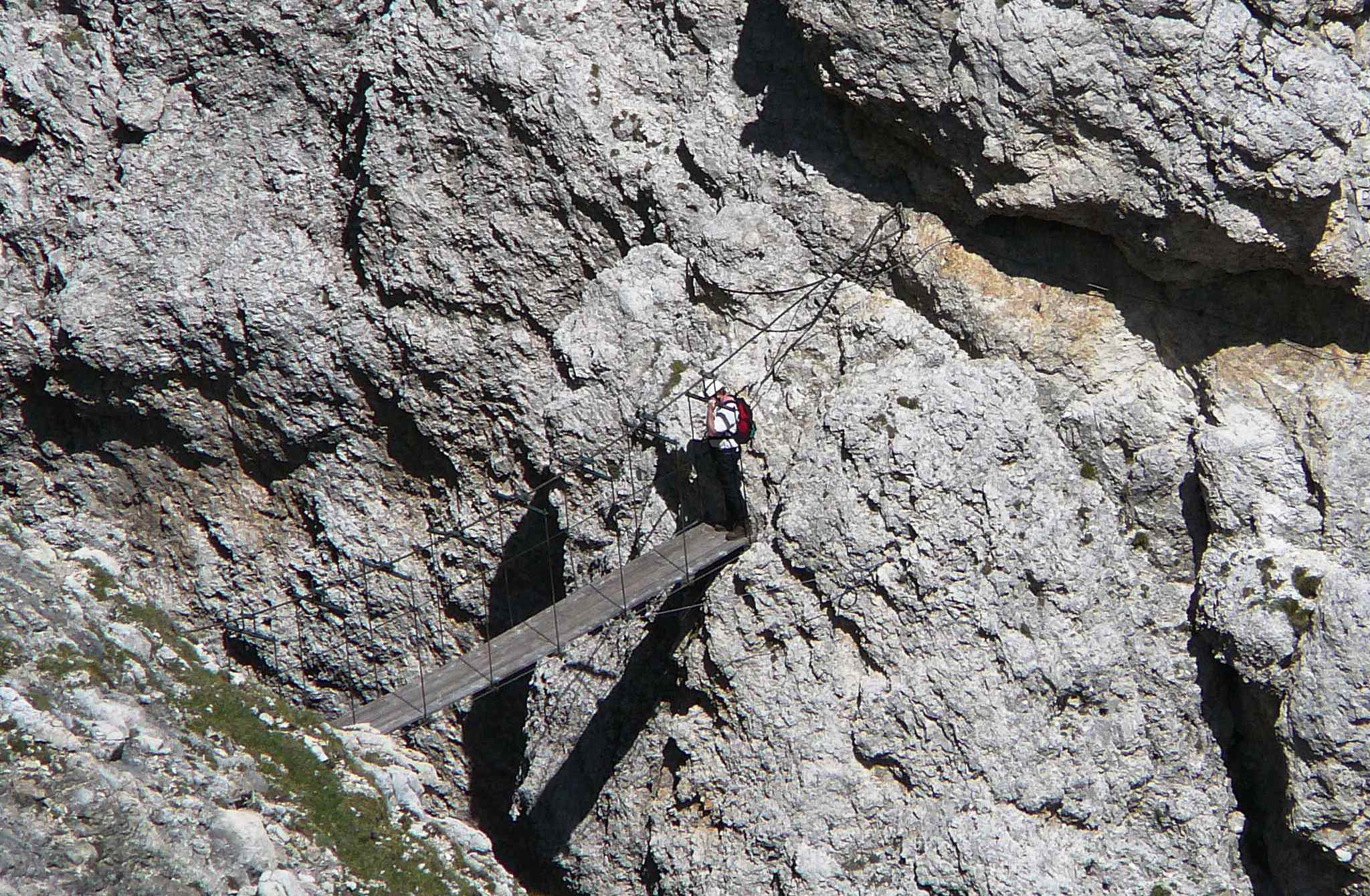
Il ponte sospeso, nel tratto finale della ferrata

- Tempo totale: 3 ore per la salita fino al Rifugio Cavazza al Pisciadù; 1,5 ore per la discesa lungo la Val Setùs (n. 666).
- Difficoltà: EEA, richiede una buona esperienza e totale assenza di vertigini soprattutto nell'ultimo tratto.
- Dislivello: circa 700 metri.
- Periodo: metà giugno - metà settembre, cercando di evitare le code e rallentamenti sulla via ferrata causati dalla massa turistica del weekend.
- Materiali: normale kit ferrata.
- Accesso: parcheggio principale otto tornanti sotto Passo Gardena, verso il versante della val Badia. Eventualmente direttamente al Passo Gardena, evitando così il primo breve tratto di ferrata.
- Discesa: attraverso il sentiero n. 666, scendendo per la Val Setùs, attraverso un percorso in parte attrezzato sconsigliato in caso di pioggia o neve; o attraverso il sentiero n. 676 che scende verso la Val di Mesdì fino a Colfosco.

## Descrizione percorso

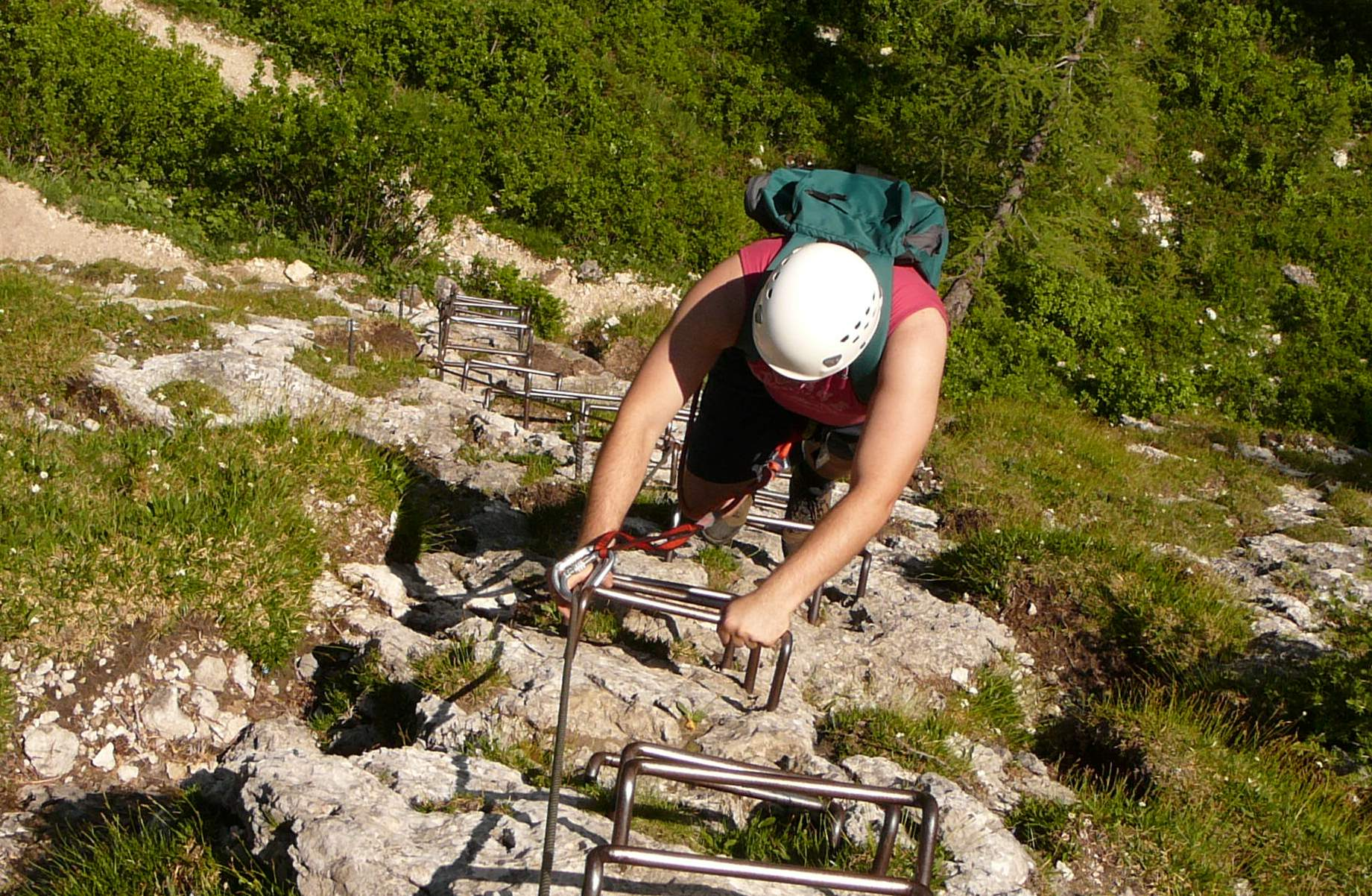
Le scalette metalliche del primo tratto

Il punto di partenza è generalmente l'apposito parcheggio che si trova otto tornanti al di sotto del Passo Gardena, nel versante della val Badia. Da qui si imbocca sulla sinistra un sentiero indicato dal cartello Via Ferrata Brigata Tridentina, che porta in 5 minuti all'attacco della via ferrata. Questa via ferrata si può suddividere in tre parti, che offrono al termine di ognuna una via di fuga, per proseguire su un normale sentiero o per tornare al parcheggio.

### Primo tratto

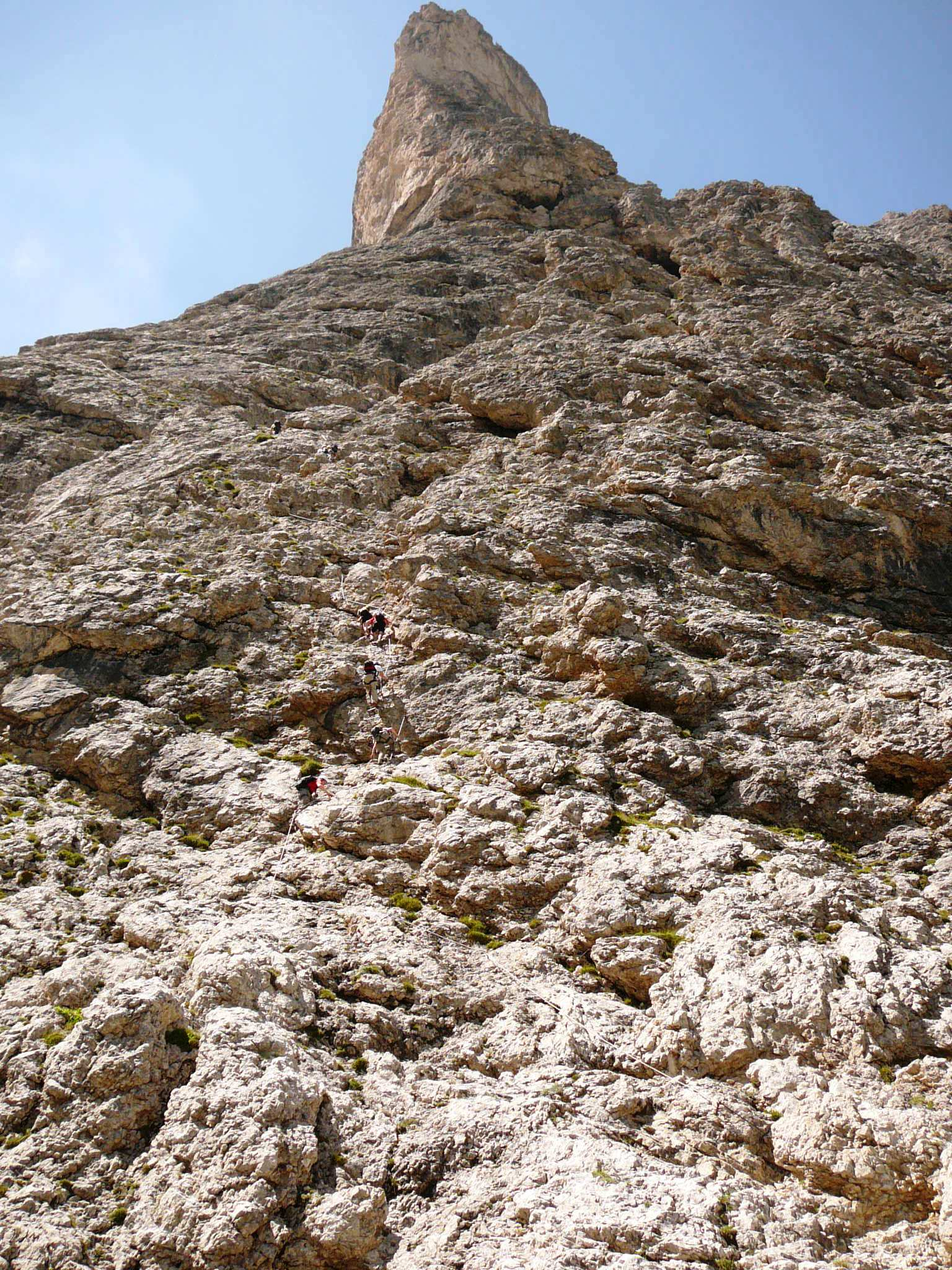
La parete del secondo tratto, con la cima della Torre Exner

Il primo tratto dell'ascesa è il più breve, principalmente formato da alcune fila di gradini affiancati da una corda metallica, che permettono il superamento di questa prima parete di roccia. Questa breve prima parte dà un'idea della difficoltà della via ferrata.
A chi trovasse già qui difficoltà, è vivamente consigliato ridiscendere al parcheggio, percorrendo il sentiero che si incontra superato questo primo tratto. Prendendo questo sentiero che proviene dal passo Gardena, si può invece che discendere nuovamente al parcheggio, risalire la val Setùs, arrivando ugualmente al rifugio.

### Secondo tratto

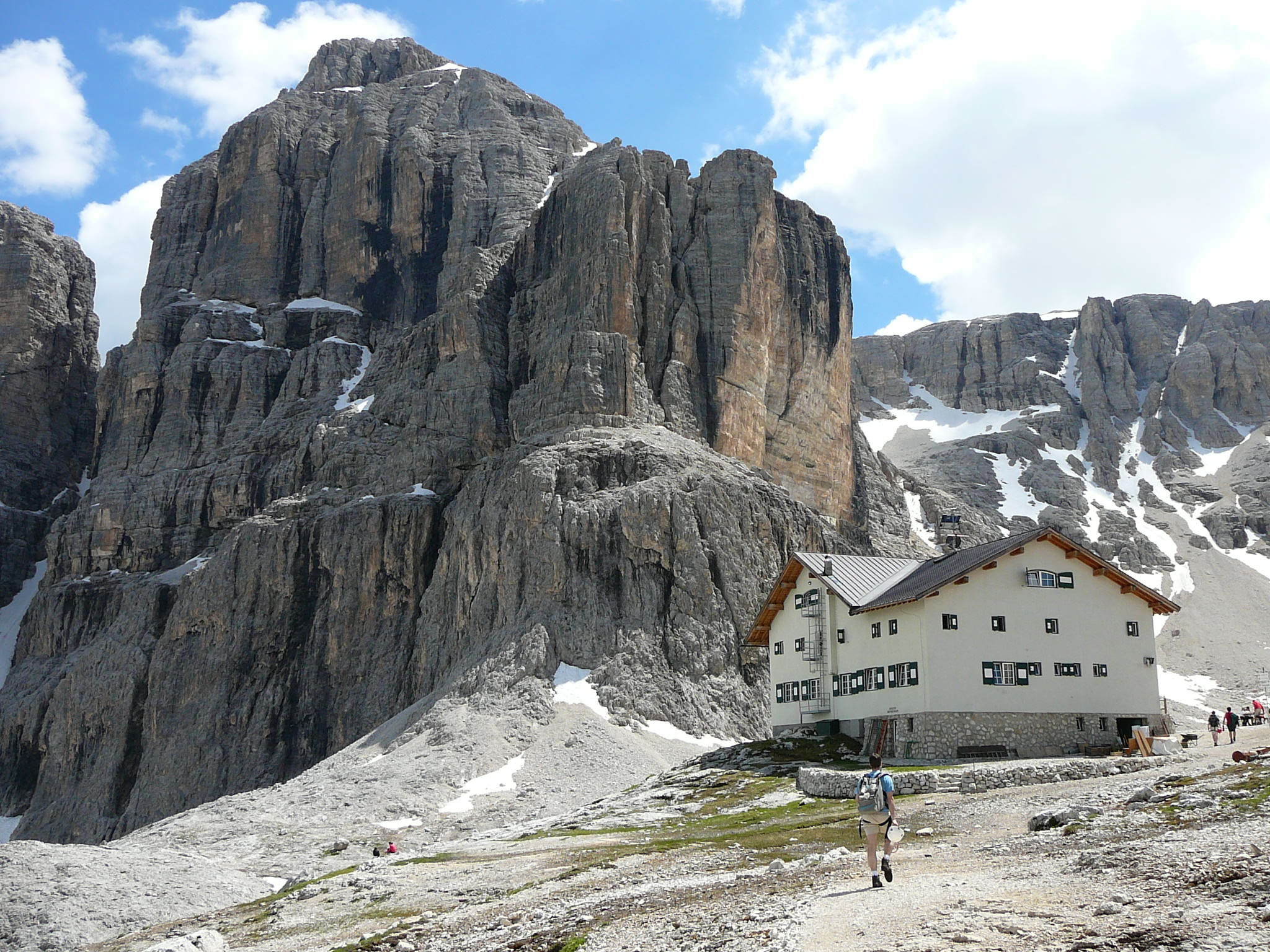
L'arrivo al Rifugio Cavazza al Pisciadù, con alle spalle il Pisciadù

Superato quindi il primo grosso gradone, si prosegue in cammino, superando due grossi massi rocciosi lungo un sentiero pianeggiante che conduce alla seconda parte, l'attacco vero e proprio della ferrata, dove troviamo sulla sinistra il salto della cascata Pisciadù. Questa parte è la più lunga delle tre, e risale una parete verticale, che grazie ai sempre numerosi appigli, funi metalliche e pioli, arriva su un'ampia conca. Qui è possibile decidere se proseguire la salita su un normale sentiero, o continuare a risalire la cima della torre Exner (2.496 m). Quest'ultima parte non è così lunga come la seconda parte della ferrata, ma presenta alcuni punti molto esposti, seppur sempre ben messi in sicurezza.

### Terzo tratto

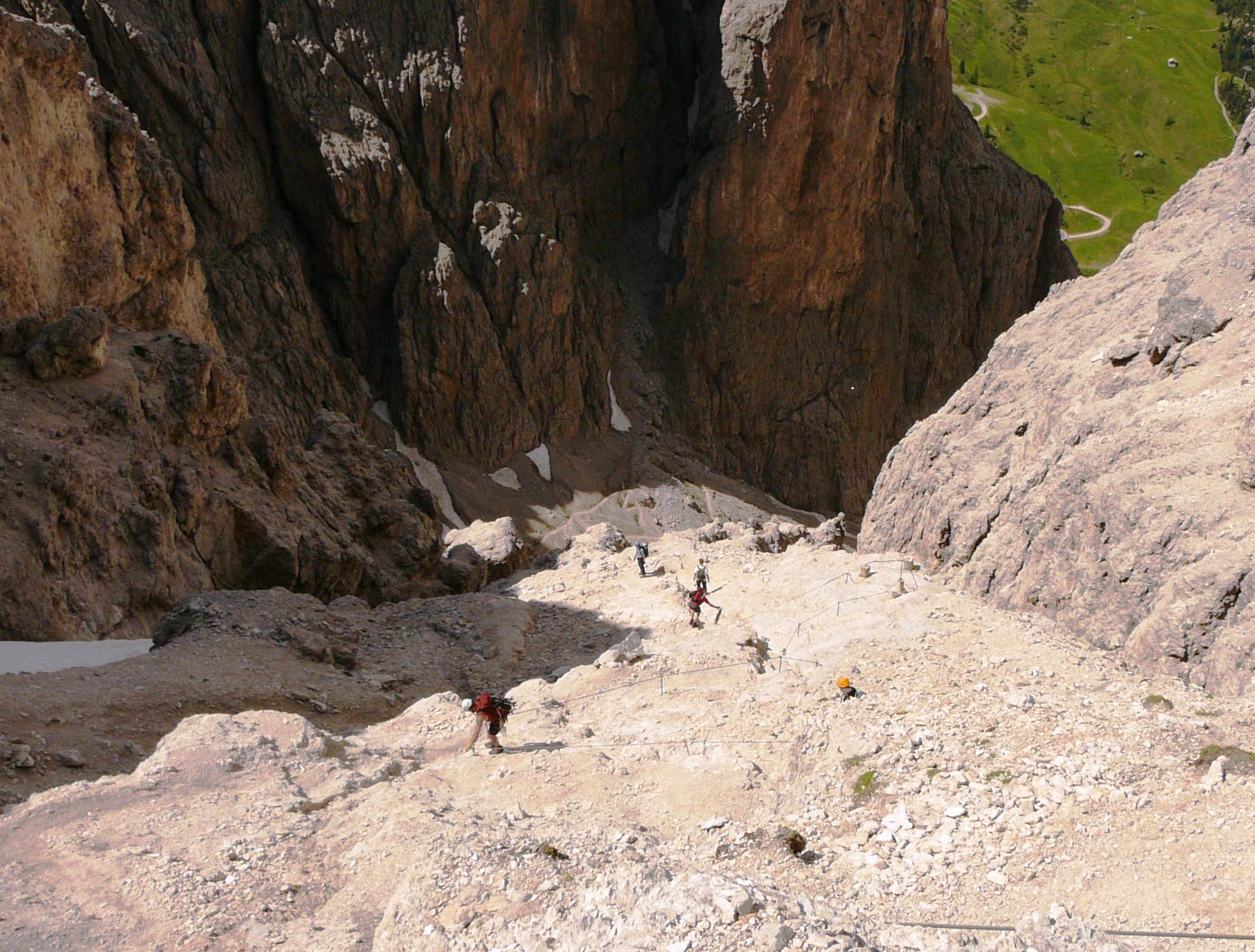
La discesa lungo la val Setùs

Il terzo tratto della ferrata inizia con alcune corde, scalette e passaggi un po' più esposti e verticali, ma molto appaganti, soprattutto quando quasi in cima alla Torre Exner (2.496 m), si deve attraversare uno stretto ponte sospeso che porta dalla torre all'altopiano del Pisciadù, dopodiché in 10 minuti si raggiunge su comodo sentiero il rifugio Cavazza al Pisciadù.

#### Proseguimento

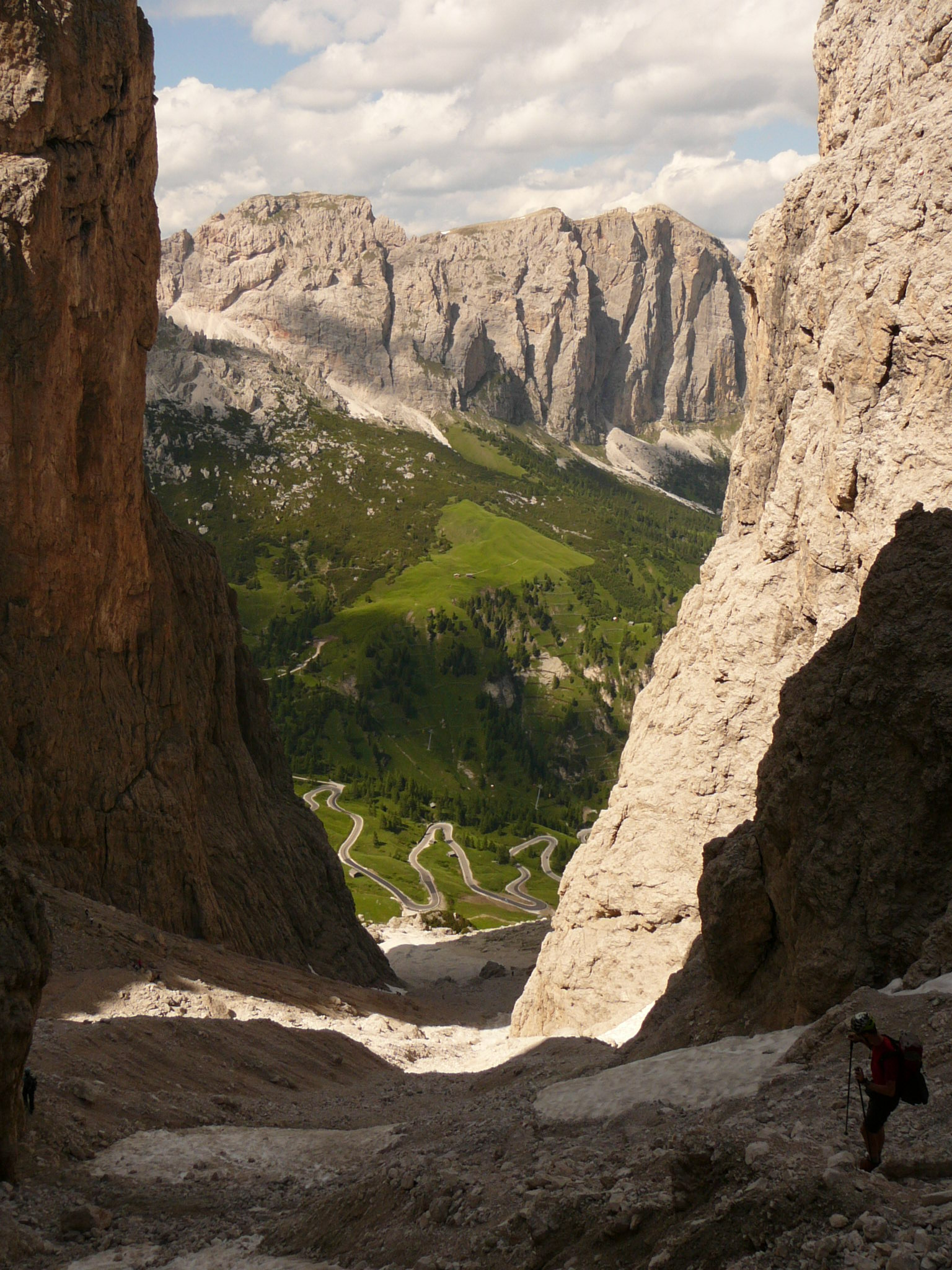
Il tratto finale della val Setùs

Esistono alcune possibilità per continuare l'escursione:
- È possibile raggiungere la cima del Pisciadù (2.985 m) in un'ora di cammino dal rifugio. Il sentiero che conduce alla vetta non presenta troppe difficoltà, ma è comunque supportato da funi metalliche lungo la via, per dare maggiore sicurezza.
- È possibile fare la traversata del Gruppo del Sella per giungere fino al passo Pordoi. Si deve imboccare il sentiero n. 666 che costeggia il lago Pisciadù e prosegue lungo la costa sotto la Cima Pisciadù e dopo un tratto con alcune corde, continua in salita per raggiungere il punto più alto sui 2.900 m dove si scorge l'altopiano in tutta la sua bellezza. In due ore si raggiunge il rifugio Boè dove si può trovare un po' di ristoro; di qui si prosegue verso la forcella Pordoi (sentiero n. 627) dove si può decidere se prendere la funivia al rifugio Maria che in poco tempo conduce al Passo o continuare la ripida discesa della forcella seguendo il sentiero n 627 ed in un'ora e mezza arrivare al Passo. Da qui, per tornare al parcheggio di partenza, si può prendere una delle corriere di linea o un taxi.

### Discesa
Per ridiscendere al parcheggio è consigliabile percorrere il sentiero n. 666 che discende per la val Setus, arrivando fino al parcheggio in un'ora e mezza, o eventualmente al passo Gardena. Il sentiero è molto scosceso e per tutto il tratto iniziale è attrezzato con funi metalliche per dare sicurezza nella discesa. L'ultimo tratto della discesa è in mezzo al ghiaione della stretta valle. In caso di pioggia o di neve residua o fresca prestare particolare attenzione.
Eventualmente dal rifugio si può optare per una discesa lungo il sentiero n. 676 che scende verso la Val di Mezdì fino a Colfosco, ottima alternativa meno frequentata. Anche questo sentiero è parzialmente attrezzato con funi metalliche ma le difficoltà sono minori rispetto alla Val Setus. Dopo l'incrocio con la Val di Mesdì l'ultimo tratto di discesa verso l'abitato di Colfosco è un po' scosceso e occorre prestare particolare attenzione. In circa due ore si raggiungono le cascate di Colfosco (originate dalla cascata Pisciadù e dall'omonimo laghetto) ed il vicino abitato.